# Premio Luna de Aire
El premio Luna de Aire es un premio literario de poesía escrita para un público infantil. Lo organiza la Universidad de Castilla-La Mancha, concretamente el CEPLI de Cuenca, junto con patrocinadores privados que han ido cambiando a lo largo de los años. Es de carácter internacional. Destaca en el panorama literario por dos características: por haber sido entre 2002 y 2007 el único galardón destinado de forma exclusiva a este género en toda España (en 2007 la Diputación de Granada y la editorial Hiperión han convocado el premio Príncipe Preguntón, en homenaje a un personaje de Lorca, mientras que en 2008 nació un premio conjunto de la editorial Factoría K y el ayuntamiento de Orihuela), y por ser asimismo uno de los pocos concursos internacionales del género, junto con el que organiza la Fundación para las Letras Mexicanas (existen concursos estrictamente nacionales en otros países de habla hispana, como México o Perú). El premio comporta la edición de la obra y una dotación económica (1.500 euros en las cuatro primeras convocatorias; 3.000 euros desde la convocatoria de 2007).
Desde sus inicios, los libros fueron editados y distribuidos por el Servicio de Publicaciones de la Universidad de Castilla-La Mancha Archivado el 23 de febrero de 2022 en Wayback Machine., y a partir del libro ganador del año 2015, los libros son editados por la editorial SM.
Los ganadores han sido: 
- 2021, Indy García, Juan y las hadas marinas. En prensa.
- 2020, Silvia Katz, Cuando juegan las palabras. Ilustraciones de Tammy Bianey.
- 2019, María Jesús Jabato Dehesa, Anzuelos. Ilustraciones de La Doña Pe.
- 2018, Juan Carlos Martín Ramos, Muñeca de trapo y otros seres con cabeza y corazón. Ilustraciones de Teresa Fuster Varela.
- 2017, José Antonio Lozano Rodríguez, Brujaveleta. Ilustraciones de Cristina Moreda.
- 2016, Fran Pintadera, Retrato de la familia Pinzón. Ilustraciones de Loreto Aroca López.
- 2015, Beatriz Berrocal, La revolución de las perdices. Ilustraciones de Raquel Saiz Abad.
- 2014, Ramón Suárez, Pregúntale al sol y te dirá la luna. Ilustraciones de Manu Sánchez Vázquez.
- 2013, María Jesús Jabato Dehesa, Campo Lilaila. Ilustraciones de Erica Salcedo.
- 2012, Ángel González de la Aleja, Abrapalabra. Ilustraciones de Julio Serrano.
- 2011, Beatriz Giménez de Ory, Canciones de Garciniño. Ilustraciones de Antonio Guzmán Domínguez.
- 2010, Antonio Núñez Torrescusa, En la plaza quieta. Ilustraciones de Beatriz Torres Germán.
- 2009, Gracia Iglesias Lodares, El mundo de Casimiro. Memorias de un saltamontes. Ilustraciones de Ángela de la Vega.
- 2009 (accésit) Darabuc, Libro de las mandangas. Ilustraciones de Arturo García Blanco.
- 2008, Enrique Cordero Seva, Lo que Noé no se llevó. Ilustraciones de Pilar Campos.
- 2007, Rafael Cruz-Contarini y Antonio García Teijeiro, Estelas de versos. Ilustraciones de Fran Collado.
- 2006, Carlos Lapeña, Rima rimando. Ilustraciones de Antonio Santos.
- 2005, Teresa Broseta, Zumo de lluvia. Ilustraciones de Joaquín Reyes.
- 2004, Darabuc, La vieja Iguazú. Ilustraciones de Ana Cuevas.
- 2003, Isabel Cobo, Versos para estar guapo. Ilustraciones de José Antonio Perona.